# Національна народна партія (Гана)
Національна народна партія (англ. People's National Party) — урядова політична партія Гани у 1979–1981 роках.

## Історія
Після того як 30 листопада 1978 року військовий режим генерал-лейтенанта Фреда Акуффо зняв заборону на діяльність політичних партій з 1 січня 1979 року, в Гані розпочався процес формування партій. У грудні того ж року колишній міністр закордонних справ в уряді Кваме Нкруми Імору Егала заснував Національну народну партію як спадкоємицю ідей Нкруми. Базу ННП склали представники різних фракцій Народної партії конвенту, розпущеної 1966 року. Партія претендувала на об'єднання всіх національно-патріотичних сил країни та мала широку соціальну базу — вона мала підтримку серед інтелігенції, підприємців, чиновників, робітників, селян, радикально налаштованої молоді. Маніфест ННП проголошував завдання покінчити з соціальним розшаруванням суспільства, забезпечити всім громадянам Гани право на працю та справедливу оплату праці. У галузі зовнішньої політики партія декларувала вірність курсу позитивного нейтралітету та неприєднання, співробітництва з партіями й урядами інших країн у боротьбі проти імперіалізму, колоніалізму, неоколоніалізму та расової дискримінації.
Ще з перших днів у партії розгорнулась боротьба між її консервативним керівництвом та радикальною течією «молодих нкрумівців», які вимагали повної перебудови економічної та соціальної структури Гани та ліквідації впливу закордонних монополій в економіці країни.
Під час підготовки до загальних виборів у лідера партії Імору Егала виникли проблеми з військовою владою — вона не допустила його до участі у виборах. Вихід було знайдено, коли кандидатом у президенти від ННП став племінник Егали, маловідомий співробітник міністерства закордонних справ Хілла Ліманн. Незважаючи на всі труднощі 18 червня 1979 року партія здобула 71 зі 140 місць у парламенті, а Хілла Ліманн вийшов до другого туру президентських виборів. 9 липня Ліманн і кандидат у віце-президенти Джозеф де Графт-Джонсон здобули остаточну перемогу та вступили на посади 24 вересня.
Режим Третьої республіки не розв'язав проблем країни. Економічне становище продовжувало погіршуватись, партію та президента різко критикувала парламентська опозиція, яку очолювала права Партія народного фронту, що мала 43 місця у парламенті, загострилось протистояння всередині ННП.
Наприкінці травня 1980 року в Кумасі відбувся з'їзд партії, під час якого протистояння угруповань цілковито паралізувало її діяльність. З'їзд не зміг ухвалити програмні документи й обрати керівні органи ННП. За умов розколу, що насувався, керівництво партії перервало з'їзд, розпустило Центральний комітет ННП та усунуло від обов'язків голову партії Квартейя. 31 травня 1980 всі керівні партійні функції було передано до рук тріумвірату, що складався з Хілли Ліманна, голови ННП Нани О. Беко III та Імору Егали.
1981 рік став останнім в історії Національної народної партії. 2 квітня у Нью-Йорку помер засновник партії Імору Егала, а 31 грудня 1981 режим Третьої республіки було скинуто в результаті військового перевороту, здійсненого капітаном Джеррі Ролінгсом. Політичні партії було заборонено, деяких керівників ННП було заарештовано.

## Ідеологія
Ідеологічна база Національної народної партії виникла як результат компромісу між партійними фракціями, що протистояли одна одній. Партійною ідеологією було проголошено «нкрумаїзм», конкретний зміст якого не розкривався. Кінцевою метою партії проголошувалось будівництво в Гані соціалізму. Досягнути такої мети передбачалось під час тривалого економічного й культурного будівництва, спираючись на «волю виборців» та змішану економіку.